# محافظة ساندون
محافظة ساندون هي أحد محافظات بابوا غينيا الجديدة، يبلغ عدد سكانها 248،411 نسمة.